# Roze Front
Roze Front, niet te verwarren met Flikkerfront, was tussen 1979 en 1995 een samenwerkingsverband van Nederlandse homo- en lesbische groeperingen en organisaties ten behoeve van de organisatie van de jaarlijkse nationale Pride-viering,  Roze Zaterdag. Na enkele jaren werd het ook een plaats voor informele contacten en vormen van coördinatie.

## Geschiedenis
Het Roze Front ontstond in 1977 uit een informeel samenwerkingsverband dat de jaarlijkse homodemonstratie Roze Zaterdag organiseerde. Het werd gevormd door de belangrijkste Nederlandse homo- en lesbische groepen: COC-Nederland, COC-Amsterdam, de Vrouwengroep van het COC-Amsterdam, de Rooie Flikkers, de Kringen, de Stichting Vrije Relatierechten, de werkgroep Homostudies aan de Universiteit van Amsterdam, het Landelijk Netwerk Biseksualiteit, en homogroepen binnen de linkse politieke partijen PSP, PPR, CPN en PvdA; en later ook de VVD- en D'66-homogroepen, alsmede homo- en lesbische vakbondsgroepen en een aantal andere maatschappelijke organisaties. Al snel vormden de politieke homogroepen en het COC de kern van het Roze Front. De stichting ging failliet door de financiële ondergang van Europride 1994 te Amsterdam en werd in 1995 opgeheven.
Het archief van Roze Front is ondergebracht bij het Internationaal Instituut voor Sociale Geschiedenis (IISG).